# ハンガリーサッカー連盟
ハンガリーサッカー連盟（ハンガリーサッカーれんめい、ハンガリー語: Magyar Labdarúgó Szövetség , 英語: Hungarian Football Federation）は、ハンガリーにおけるサッカーを統括する競技運営団体。略称はMLSZ。国際サッカー連盟（FIFA）と欧州サッカー連盟（UEFA）に加盟している。